# Sheldon Riley
Sheldon Hernandez (sinh ngày 14 tháng 3 năm 1999), được biết đến với tên nghệ danh Sheldon Riley, là một ca sĩ người Úc. Anh dự kiến sẽ đại diện cho Úc trong Eurovision Song Contest 2022 với bài hát "Not the Same".

## Đầu đời
Riley sinh ra ở Sydney với mẹ là người Úc và bố là người Philippines. Anh lớn lên ở Gold Coast.

## Sự nghiệp

### 2016–2020:The X Factor,The Voice, vàAmerica's Got Talent
Năm 2016, Riley biểu diễn dưới tên đầy đủ Sheldon Hernandez, tham gia thử giọng cho mùa thứ tám của The X Factor Australia với các bài hát "Circle of Life" của Elton John và "Ordinary People" của John Legend. Ban đầu anh tham gia vào hạng mục 14-21s, được cố vấn bởi Adam Lambert, và bị loại với tư cách là nghệ sĩ solo ở giai đoạn bootcamp của cuộc thi. Riley trở lại The X Factor sau khi người cố vấn của hạng mục nhóm, Iggy Azalea, chọn anh trở thành một phần của nhóm nhạc nam mới gồm các nghệ sĩ solo đã bị loại. Ban nhạc được gọi là "Time and Place" gồm thành viên là ngoài Sheldon Hernandez, còn có Sami Afuni, Matthew McNaught và Leon Kroeber. Nhóm được chọn là một trong ba nghệ sĩ của Iggy Azalea đi tiếp vào vòng liveshow sau thử thách ba chiếc ghế. Họ bị loại ngay trong tuần đầu tiên của chương trình trực tiếp.
| Biểu diễn và kết quả tại The X Factor (2016) | Biểu diễn và kết quả tại The X Factor (2016)        | Biểu diễn và kết quả tại The X Factor (2016) | Biểu diễn và kết quả tại The X Factor (2016) |
| Tập                                          | Bài hát                                             | Nghệ sĩ gốc                                  | Kết quả                                      |
| -------------------------------------------- | --------------------------------------------------- | -------------------------------------------- | -------------------------------------------- |
| Buổi thử giọng                               | "Circle of Life" / "Ordinary People"                | Elton John / John Legend                     | Được qua bootcamp                            |
| Bootcamp                                     | —                                                   | —                                            | Loại                                         |
| Bootcamp                                     | "You Don't Know Love" (một phần của Time and Place) | Olly Murs                                    | Được qua chương trình trực tiếp              |
| Trực tiếp 1                                  | "Ride" (một phần của Time and Place)                | Twenty One Pilots                            | Loại                                         |

Năm 2018, Riley xuất hiện trong mùa thứ bảy của The Voice Australia. Anh thử giọng với bài hát "Do You Really Want to Hurt Me" của Culture Club. Cả 4 giám khảo đều quay ghế và Riley chọn Boy George làm huấn luyện viên cho mình. Riley lọt vào đêm chung kết của chương trình và kết thúc ở vị trí thứ ba.
| Biểu diễn và kết quả tại The Voice (2018) | Biểu diễn và kết quả tại The Voice (2018)           | Biểu diễn và kết quả tại The Voice (2018) | Biểu diễn và kết quả tại The Voice (2018) |
| Tập                                       | Bài hát                                             | Nghệ sĩ gốc                               | Kết quả                                   |
| ----------------------------------------- | --------------------------------------------------- | ----------------------------------------- | ----------------------------------------- |
| Buổi thử giọng                            | "Do You Really Want to Hurt Me"                     | Culture Club                              | Được qua The Knockouts                    |
| The Knockouts                             | "Believe"                                           | Cher                                      | Được qua Battle Rounds                    |
| Battle Rounds                             | "Diamonds"                                          | Rihanna                                   | Được qua chương trình trực tiếp           |
| Trực tiếp 1                               | "Creep"                                             | Radiohead                                 | Được cứu bởi khán giả                     |
| Trực tiếp 2                               | "Scars to Your Beautiful"                           | Alessia Cara                              | Được cứu bởi khán giả                     |
| Trực tiếp 3                               | "Born This Way"                                     | Lady Gaga                                 | Được cứu bởi khán giả                     |
| Bán kết                                   | "Rise"                                              | Katy Perry                                | Được cứu bởi khán giả                     |
| Chung kết                                 | "Young and Beautiful"                               | Lana Del Rey                              | Hạng 3                                    |
| Chung kết                                 | "Sweet Dreams (Are Made of This)" (cùng Boy George) | Eurythmics                                | Hạng 3                                    |

Ngay sau đêm chung kết, Sheldon phát hành "Fire" thông qua Universal Music Australia.
Năm 2019, Riley trở lại The Voice để tranh tài ở mùa thứ tám với tư cách là một thí sinh
all-star. Riley thử giọng với ""Frozen" của Madonna và nhận được sự quay ghế của cả hai huấn luyện viên đủ điều kiện. Anh chọn Delta Goodrem làm huấn luyện viên cho mình. Anh bị loại trong trận bán kết của chương trình.
| Biểu diễn và kết quả tại The Voice (2019) | Biểu diễn và kết quả tại The Voice (2019) | Biểu diễn và kết quả tại The Voice (2019) | Biểu diễn và kết quả tại The Voice (2019) |
| Tập                                       | Bài hát                                   | Nghệ sĩ gốc                               | Kết quả                                   |
| ----------------------------------------- | ----------------------------------------- | ----------------------------------------- | ----------------------------------------- |
| Buổi thử giọng                            | "Frozen"                                  | Madonna                                   | Được qua The Knockouts                    |
| The Knockouts                             | "Call Out My Name"                        | The Weeknd                                | Được qua Battle Rounds                    |
| Battle Rounds                             | "Praying"                                 | Kesha                                     | Được qua chương trình trực tiếp           |
| Trực tiếp 1                               | "Everybody Wants to Rule the World"       | Tears for Fears                           | Được cứu bởi Huấn luyện viên              |
| Trực tiếp 2                               | "7 Rings"                                 | Ariana Grande                             | Được cứu bởi khán giả                     |
| Bán kết                                   | "The Show Must Go On"                     | Queen                                     | Loại                                      |

Năm 2020, Riley tham gia cuộc thi America's Got Talent mùa thứ mười lăm. Anh thử giọng với bài hát "Idontwannabeyouanymore" của Billie Eilish. Anh bị loại trong trận tứ kết thứ ba của mùa giải.

### 2021–nay:Eurovision – Australia Decidesvà Eurovision Song Contest
Vào ngày 26 tháng 11 năm 2021, anh được công bố là một trong những người tham gia Eurovision – Australia Decides. Sau đó, người ta thông báo rằng bài hát của anh trong cuộc thi có tên "Not the Same", được phát hành vào ngày 15 tháng 2 năm 2022. Anh giành chiến thắng trong chương trình với 100 điểm và được lên kế hoạch đại diện cho Úc trong Eurovision Song Contest 2022 tại Torino.

## Đời tư
Riley công khai là người đồng tính và tính đến tháng 2 năm 2022, anh có bạn trai. Anh được chẩn đoán mắc hội chứng Asperger năm sáu tuổi. Anh ấy hiện đang sống ở Melbourne.

## Đĩa nhạc

### Đĩa đơn
| Tựa bài        | Năm  | Xếp hạng | Album                    |
| Tựa bài        | Năm  | AUS Indi | Album                    |
| -------------- | ---- | -------- | ------------------------ |
| "Fire"         | 2018 | —        | Đĩa đơn không phải album |
| "More Than I"  | 2020 | —        | Đĩa đơn không phải album |
| "Left Broken"  | 2021 | —        | Đĩa đơn không phải album |
| "Again"        | 2021 | —        | Đĩa đơn không phải album |
| "Not the Same" | 2022 | 3        | Đĩa đơn không phải album |